# 제6대 브라본 남작 노턴 내치불
제6대 브라본 남작 노턴 세실 마이클 내치불(Norton Cecil Michael Knatchbull, 6th Baron Brabourne, 1922년 2월 11일 ~ 1943년 9월 15일)은 영국의 귀족이자 군인으로, 제5대 브라본 남작의 아들이다.